# Rumia (Pologne)
Pour les articles homonymes, voir Rumia.
Rumia, Rëmiô en cachoube, Rahmel en allemand, est une ville de Poméranie qui fait partie de la conurbation cachoube (Rumia, Reda, Wejherowo) et fait partie de la banlieue de la Tricité.

## Jumelages
- Dęblin (Pologne)
- Le Creusot (France)
- Hultsfred (Suède)
- Blieskastel (Allemagne)